# آيت أمديول (آيت تامليل)
آيت أمديول هي إحدى مشيخات المملكة المغربية، تتبع جغرافيا لإقليم أزيلال وإداريًا لآيت تامليل. يقدر عدد سكانها بـ 5207 نسمة حسب الإحصاء الرسمي للسكان والسكنى لسنة 2004.